# Altavilla Silentina
Pour les articles homonymes, voir Altavilla (homonymie).
Altavilla Silentina (Autavìdda en cilentain) est une commune italienne d'environ 6 870 habitants (2022) de la province de Salerne, dans la région Campanie.

## Culture

### Écrivains et journalistes
Altavilla Silentina est une des villes les plus raccontées de la région du Cilento.
Piero Chiara dans son roman Il balordo (publié aux éditions Mondadori en 1967, ensuite adapté en 1978 en téléfilm) raconte Altavilla au temps du fascisme.
Dans Fantasmi del Cilento - Da Altavilla Silentina a Lenti un'inedita storia della Shoah ungherese (publié en 2007 aux éditions Cento Autori), Nico Pirozzi, journaliste et l'historien de la Shoah, reconstruit la tentative de sauvetage de la déportation d'une communauté juive de Lenti en Hongrie entre 1940 et 1943 . Il utilise des documents tirés des archives de la commune.
Candido Gallo a écrit plusieurs romans dans un contexte historique local.

Bruno Di Venuta a publié La Merica altavillese, l'histoire de l'émigration depuis Altavilla aux États-Unis de 1870 à 1920. L'ouvrage compile documents, photographies et listes des altavillesi émigrés.

## Administration
| Période                                  | Période | Identité | Étiquette | Qualité |
| ---------------------------------------- | ------- | -------- | --------- | ------- |
|                                          |         |          |           |         |
| Les données manquantes sont à compléter. |         |          |           |         |

### Hameaux
Cerrelli, Scalareta, Falagato, Borgo Carillia, Chiusa, Olivella, Castelluccio, Ponte Calore, Cerrocupo, Sgarroni, Riglio.

### Communes limitrophes
Albanella, Castelcivita, Controne, Postiglione, Serre.